# Metagonia taruma
Metagonia taruma is een spinnensoort uit de familie trilspinnen (Pholcidae). De soort komt voor in Guyana en Brazilië.